# Bielă

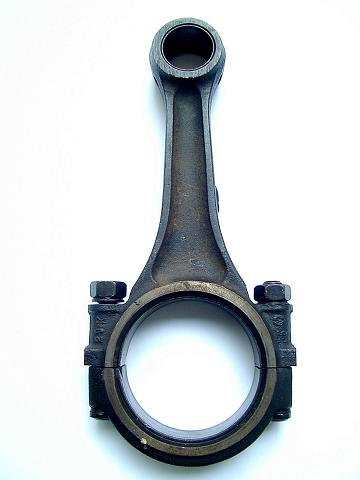
Bielă de motor "Boxer"

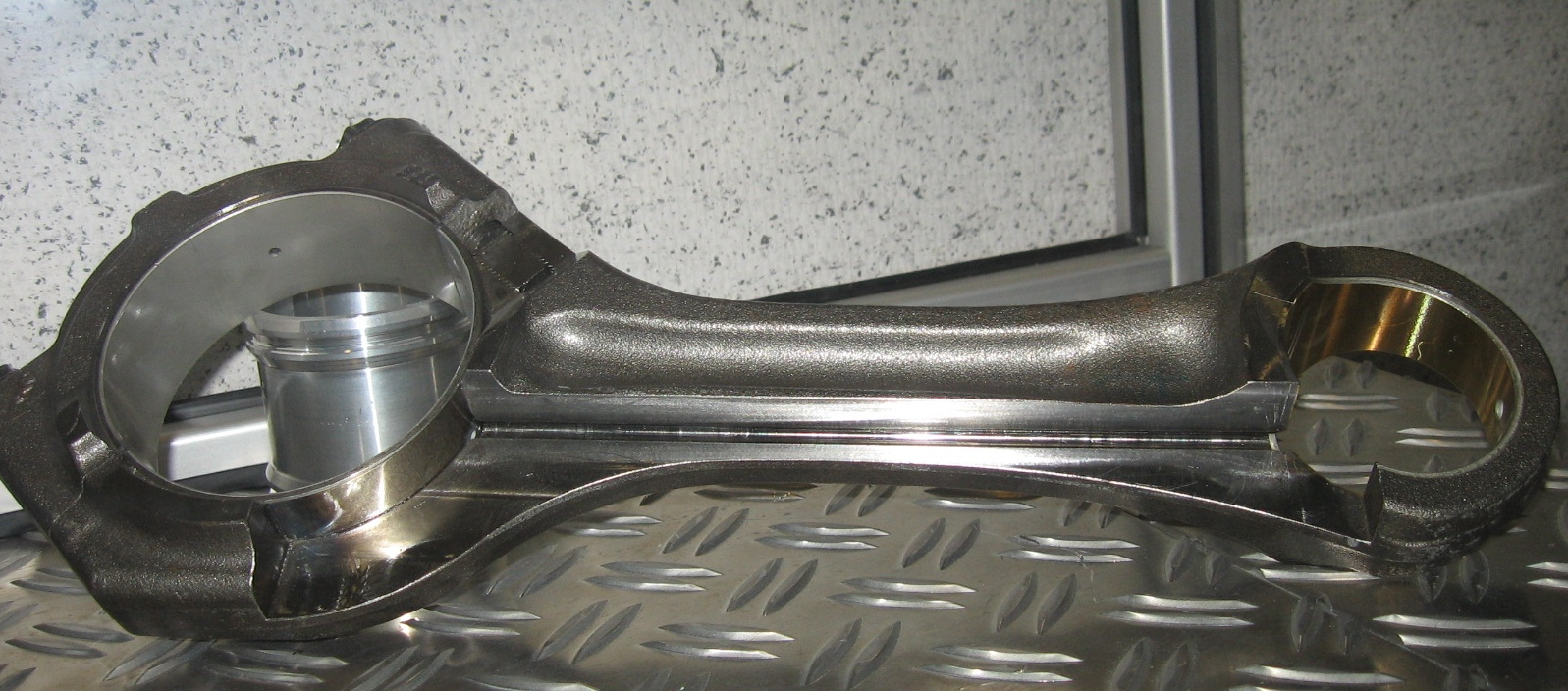
Secţiunea unei biele cu canal de ungere

Biela este piesa de legătură între bolțul pistonului sau al unui cap de cruce  și fusul maneton al arborelui cotit. Biela este articulată la ambele capete și are în ansamblu o mișcare plană.
Părțile componente ale unei biele complexe sunt: corpul bielei, de forma unei tije care la un capăt se termină cu capul mare ce face legătura cu fusul maneton al arborelui cotit, iar la celălalt capăt are capul mic (piciorul bielei) ce leagă tija , articulat cu bolțul pistonului, cuzineții bielei, organele de reglare a cuzineților și dispozitivele de ungere.
Biela transmite mișcarea rectilinie alternativă a pistonului la arborele cotit, pe care o transformă în mișcare de rotație (la motoare cu ardere internă sau la motoare cu ardere externă), sau pentru a transforma mișcarea de rotație a arborelui cotit în mișcarea rectilinie alternativă a pistonului (la compresoare cu piston și pompe cu piston).
Biela trebuie să fie rezistentă la încovoiere, torsiune, compresiune, întindere și destul de ușoară pentru a avea o inerție redusă. Pentru o funcționare bine echilibrată a unui motor (mers rotund), greutatea bielei este un parametru foarte important (aceeași formă trebuie să aibă aceeași greutate).
Tija bielei, prin secționare la majoritatea modelelor este în formă de „I”. La motoarele cu ardere internă, cu presiuni ridicate la arderea carburantului, bielele sînt prevăzute cu canal pentru uleiul de ungere spre bolț. 

## Exemple de utilizare a bielei
- Motor cu ardere internă
- Motor cu ardere externă
- Compresor cu piston
- Pompă cu piston
- Acționări hidraulice
- Mașină de cusut

## Forme

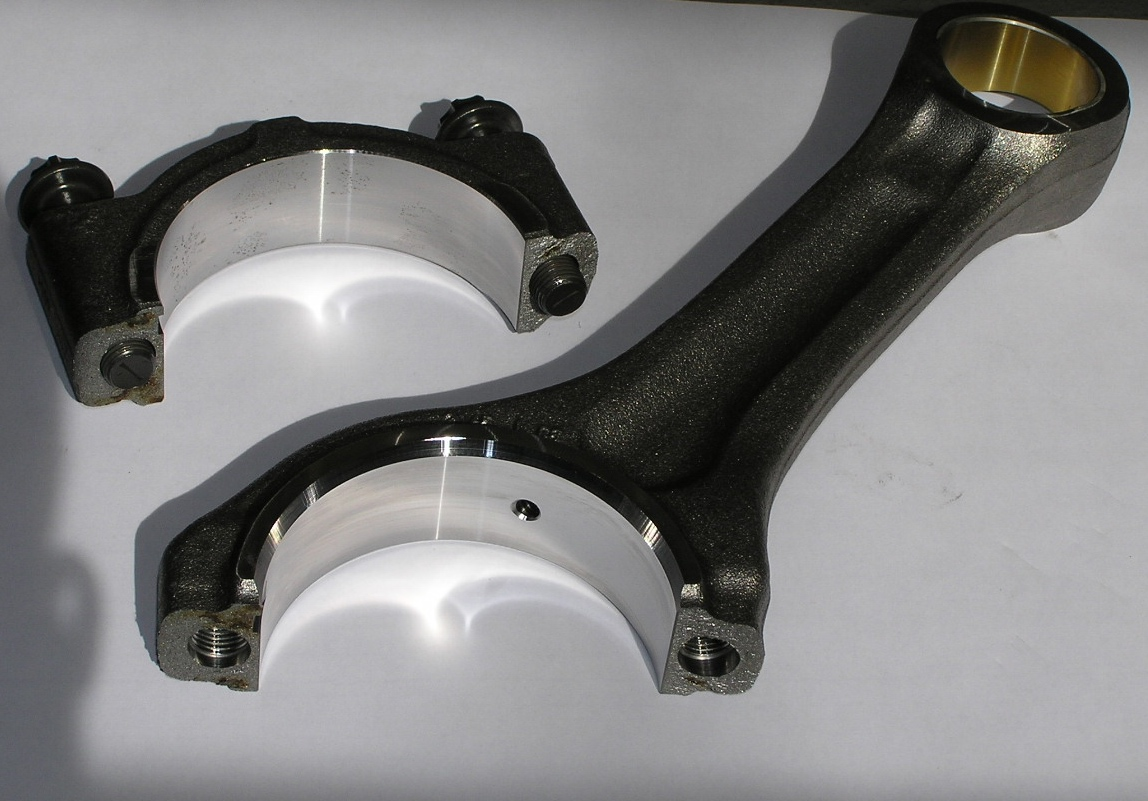
Bielǎ confecționată la cap prin crăpare (crack)
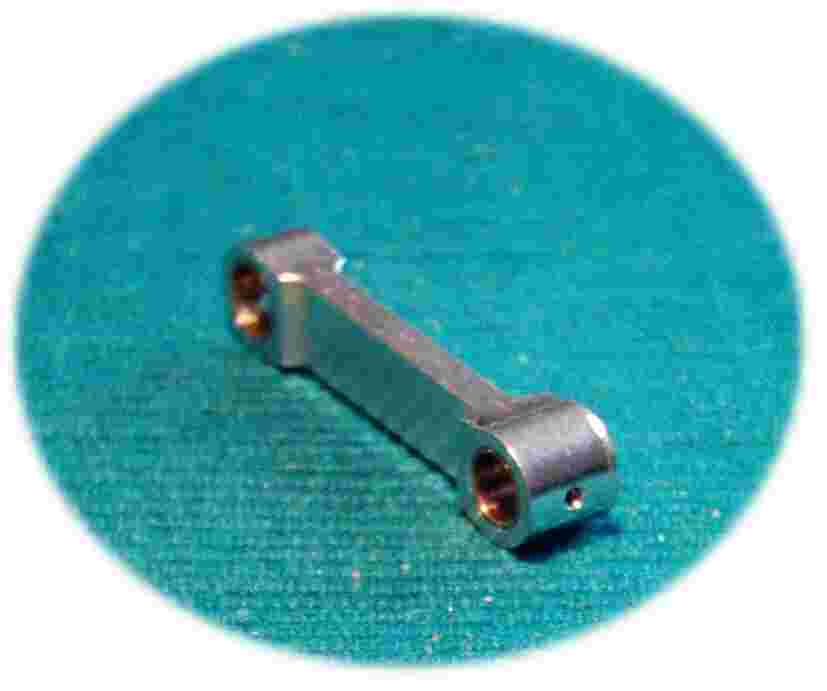
Bielǎ confecționată la cap prin tăiat / frezat
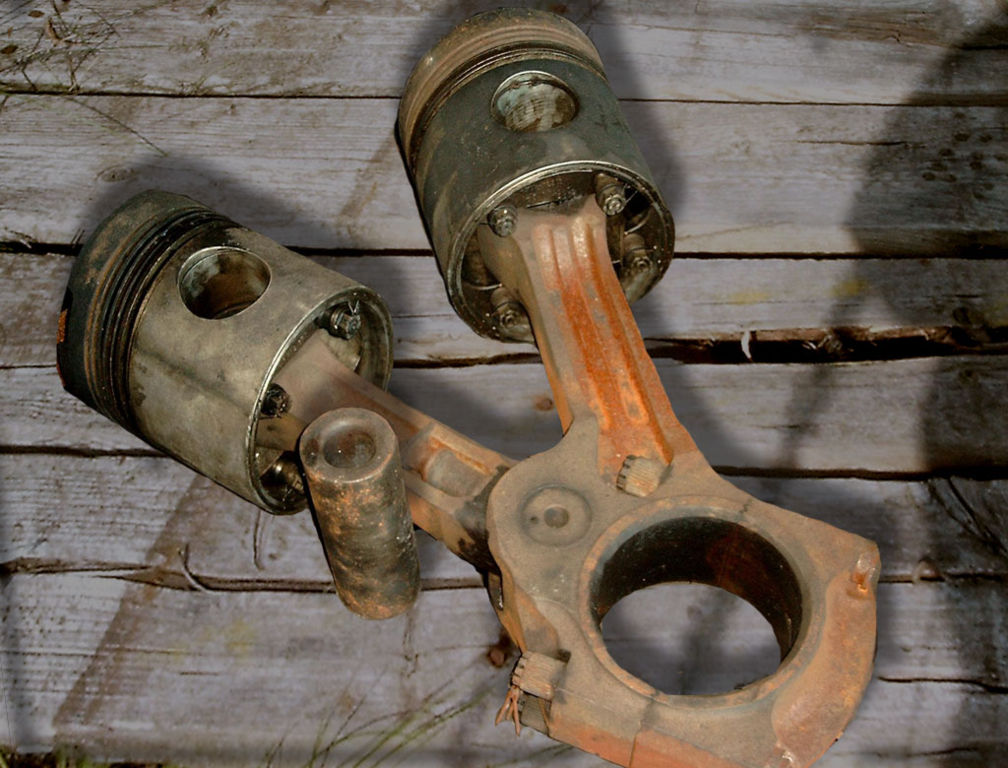
Bielă principală și secundară de locomotivă diesel sovietică TE109. seria 130-142 (Ludmilla) diametru 260 mm.
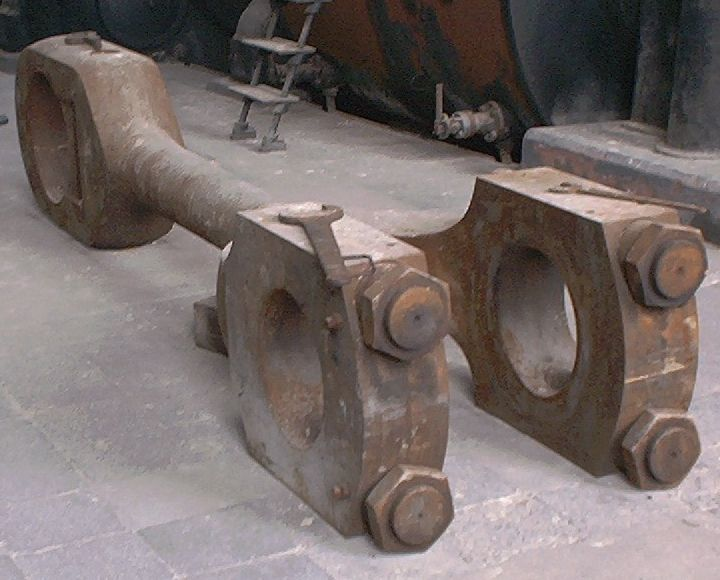
Bielǎ furcă de compresor industrial
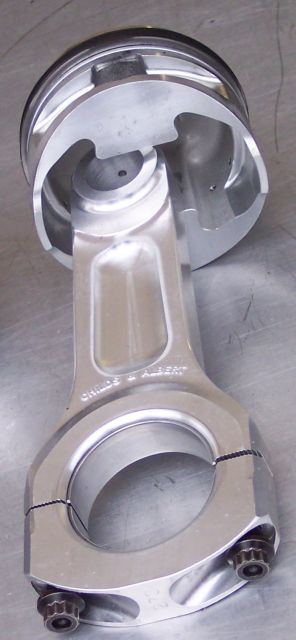
Bielă motor (compresor)
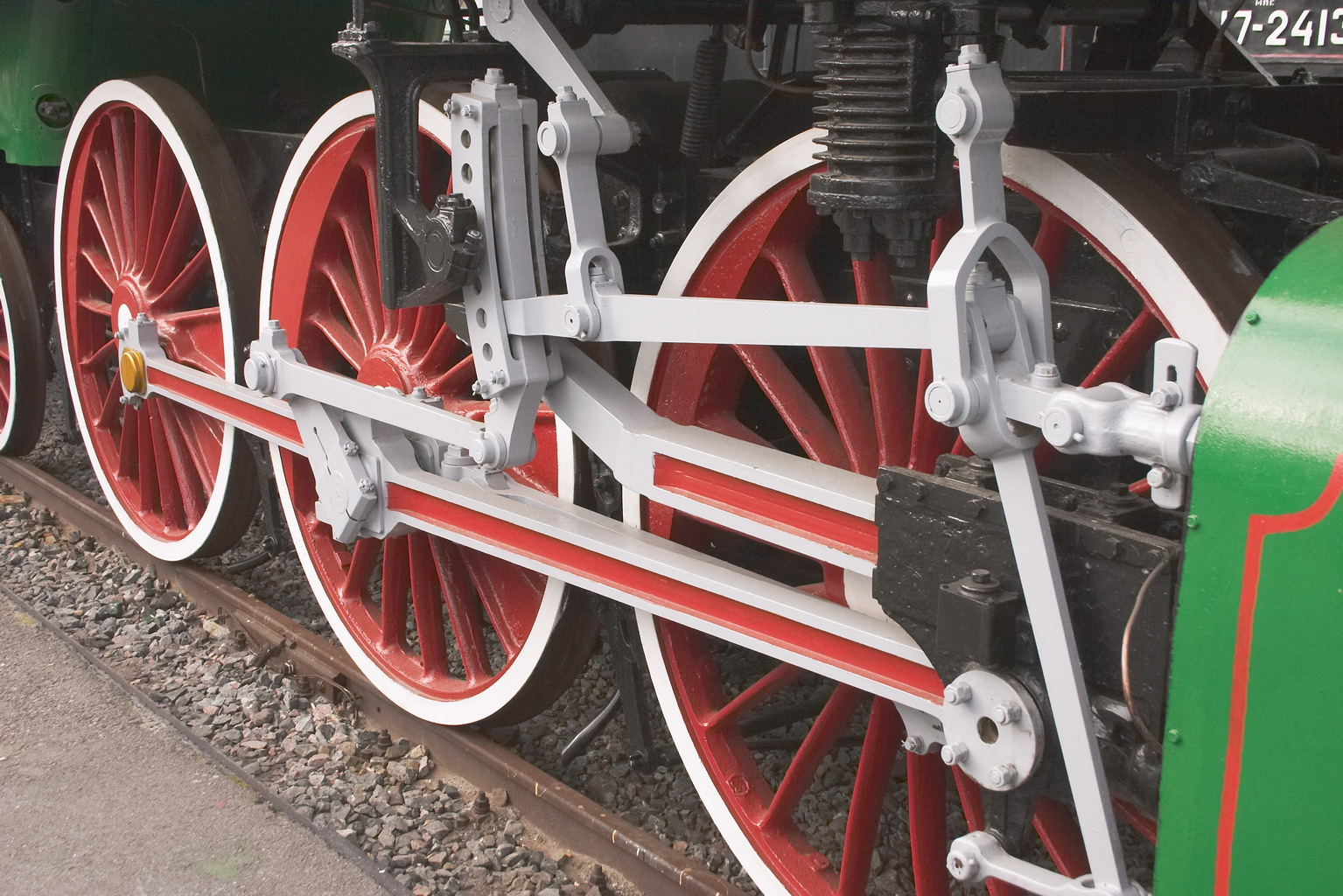
Biele de antrenare a roților la locomotivă
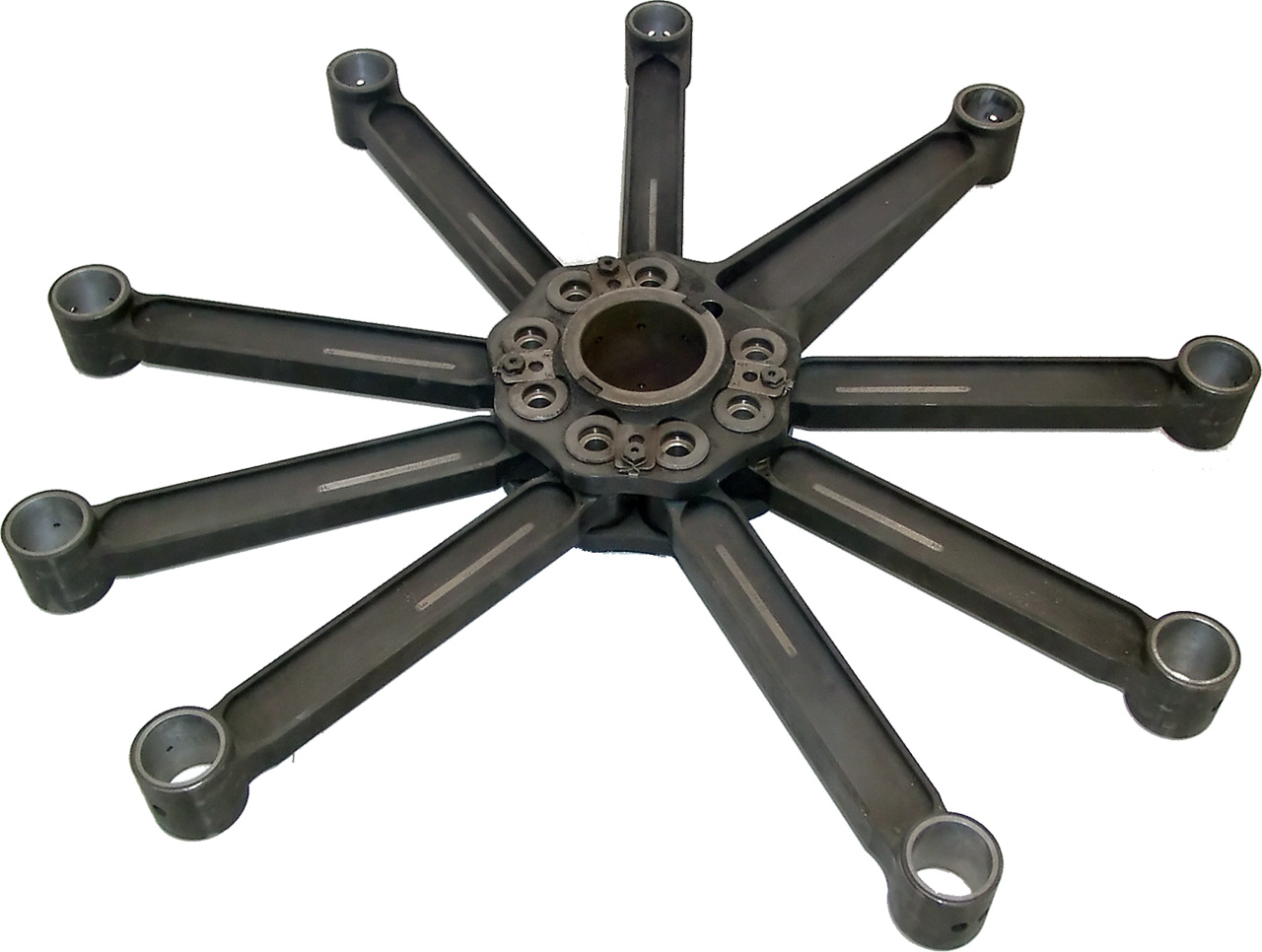
Biele de motor BMW 132 cu 9cil. în stea
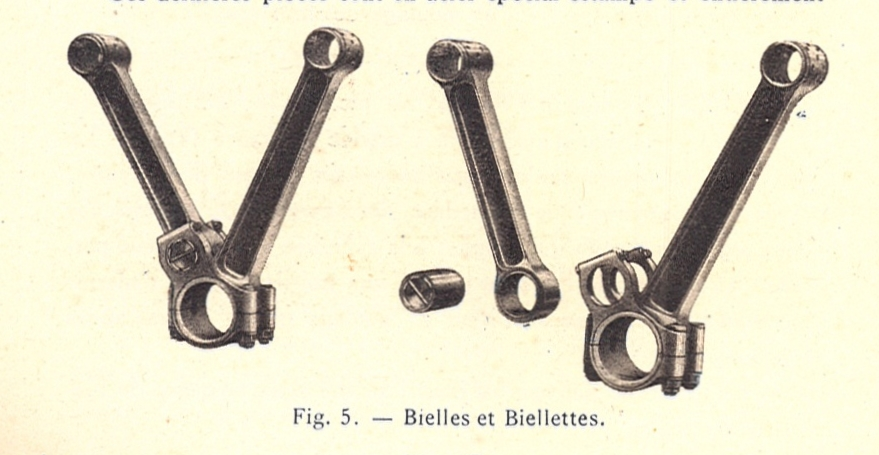
Bielă mamă și bieletă de motor Renault
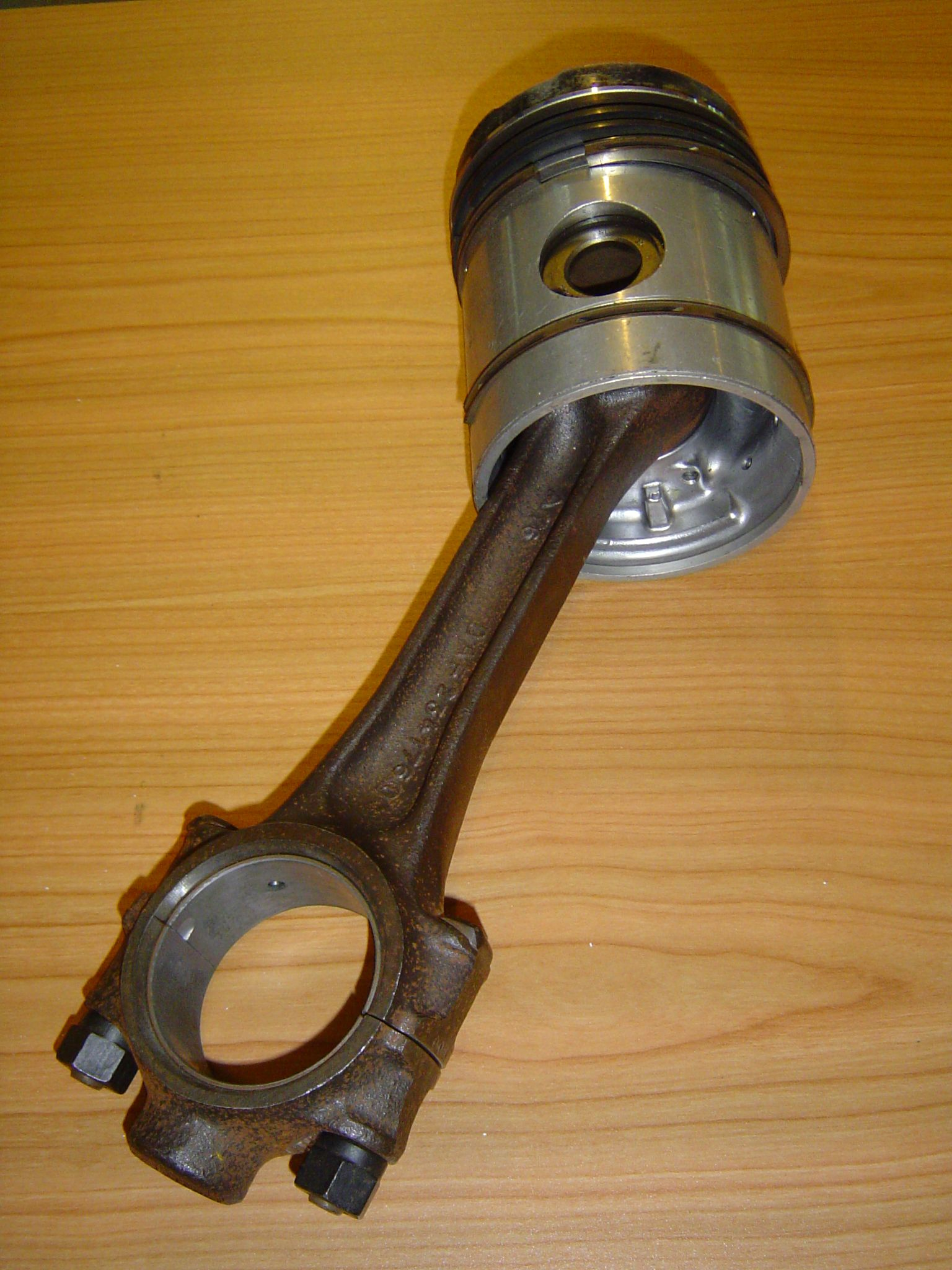
Bielă+piston, de motor diesel
Bielă și părți componente

## Materiale
Bielele se confecționeaza din: oțel carbon de calitate (OLC), oțel aliat cu elemente de aliere (Cr, Mn, Mo, Ni, V), aliaj ușor (duraluminiu), fontă cu grafit nodular.

## Procedeu de fabricație
Biela se confecționează prin forjare la cald sau matrițare, prin turnare din duraluminiu sau fontă cu grafit nodular. La bielele confecționate din oțel, înaintea operațiilor de finisare se aplică un tratament termic de călire de îmbunătățire, urmat de revenire.
Șuruburile de bielă se execută din oțeluri aliate pentru îmbunătățire, cu rezistență la rupere ridicată. Bucșele din piciorul bielei se confecționează din bronzuri cu rezistență ridicată la uzură și rupere (bronz cu plumb, bronz-aluminiu, bronz fosforos). În anumite cazuri, îndeosebi la motoare în 2 timpi, îmbinarea bolțului cu biela se face pe rulmenți cu ace. 
Metode de prelucrare a capului bielei:
Capul bielei asigură îmbinarea cu fusul maneton al arborelui cotit. De regulă este secționat perpendicular pe axa tijei sau la un anumit unghi, astfel încât să poată trece prin cilindru. 
- Crack (engl. to crack, „a crăpa“) este procedeul care se folosește și în Europa, din anul 1995, la bielele din oțel forjat. După ce biela de oțel a fost prelucrată la dimensiunea exactă, linia de separație între capul și capacul bielei este marcată cu un laser, iar cele din aliaj ușor (aluminiu) sunt crestate la locul dorit de rupere (crack). Ruperea controlată, se face cu ajutorul unui cilindru introdus în capul bielei, care într-un anumit timp trebuie să ajungă la o anumită presiune. Suprafețele de separație între capul și capacul bielei sînt unice și capacele nu se pot schimba de la o bielă la alta. Avantajul acestui procedeu de fabricație este prețul mult mai mic decât la bielele prelucrate prin tăiere și frezare.

- Tăiat / frezat, la capul bielei, este procedeul clasic, care se mai folosește numai la motoare mari de vapoare și la puține camioane.

- La bielele cu lagăre din rulmenți, capul nu este secționat pentru că arborele cotit este demontabil.